# Velika Marišta
Velika Marišta (en serbe cyrillique : Велика Маришта) est un village de Serbie situé dans la municipalité de Mionica, district de Kolubara. Au recensement de 2011, il comptait 185 habitants.

## Démographie

### Évolution historique de la population
| 1948 | 1953 | 1961 | 1971 | 1981 | 1991 | 2002 | 2011 |
| ---- | ---- | ---- | ---- | ---- | ---- | ---- | ---- |
| 342  | 348  | 279  | 252  | 253  | 276  | 292  | 185  |

|  |